# Xylophagaidae
Xylophagaidae är en familj av musslor. Xylophagaidae ingår i ordningen Heterodonta, klassen musslor, fylumet blötdjur och riket djur.
Familjen innehåller bara släktet Xylophaga.